# Earl Dotson
Earl Christopher Dotson (Beaumont, 17 dicembre 1970) è un ex giocatore di football americano statunitense che ha giocato nel ruolo di offensive tackle per i Green Bay Packers della National Football League (NFL). Fu scelto nel corso del terzo giro (81º assoluto) del Draft NFL 1993 dai Packers. Al college giocò a football alla Texas A&M University–Kingsville.

## Carriera da giocatore
Dotson fu scelto nel corso del terzo giro del Draft 1993 dai Green Bay Packers. Divenne stabilmente titolare a partire dalla stagione successiva. L'anno successivo partì come titolare nel Super Bowl XXXI vinto contro i New England Patriots. I Packers raggiunsero il Super Bowl anche l'anno successivo ma persero contro i Denver Broncos. Dotson rimase con la franchigia fino alla stagione 2002, dopo la quale si ritirò.

## Vittorie e premi

### Franchigia
- Super Bowl : 1

Green Bay Packers: XXXI
- National Football Conference Championship: 2

Green Bay Packers: 1996, 1997

## Statistiche
| Partite totali      | 120 |
| Partite da titolare | 88  |
| Fumble recuperati   | 3   |